# Prepona eugenes
Espèce
Prepona eugenes est une espèce d'insectes lépidoptères (papillons) de la famille des Nymphalidae, de la sous-famille des Charaxinae et du genre Prepona.

## Dénomination
Prepona eugenes a été décrit par Henry Walter Bates, en 1865. Il a ensuite été classé comme Prepona pylene eugenes une sous-espèce de Prepona pylene puis élevé à nouveau au rang d'espèce par les auteurs français alors que Gerardo Mamas le considère toujours comme une sous-espèce,.

### Formes
- Prepona eugenes var. ecuadorica Strand, 1921 ; présent en Équateur.
- Prepona eugenes ameinogenes Röber, 1928 ; présent en Colombie[1].

## Description
Prepona eugenesest un grand papillon à face dorsale noire et bleue bleu-vert métallisé, avec aux ailes antérieures une bande bleu-vert métallisé allant du milieu du bord externe presque jusqu'au bord costal et aux ailes postérieures une large bande centrale.
Le revers est beige et marron avec une partie basale beige et une partie distale marron, le tout très ornementé avec des dessins cordiformes et aux ailes postérieures deux ocelles noirs pupillés de bleu, l'un proche de l'angle anal, l'autre proche de l'apex.

## Écologie et distribution
Prepona  eugenes est présent en Colombie, en Équateur, en Bolivie, au Brésil et en Guyane,.

### Protection
Pas de statut de protection particulier.

## Philatélie
La poste brésilienne a émis un timbre à l'effigie de Prepona eugenes en 1986.